# Beit Awwa
Beit Awwa, en arabe : بيت عوّا,  est une ville palestinienne du gouvernorat de Hébron, au sud-ouest de la Cisjordanie (Territoires palestiniens occupés).
Selon le recensement du bureau central palestinien des statistiques, la localité compte une population de 10 436 habitants en 2017.